# Puntuación de aminoácidos corregida por la digestibilidad de las proteínas

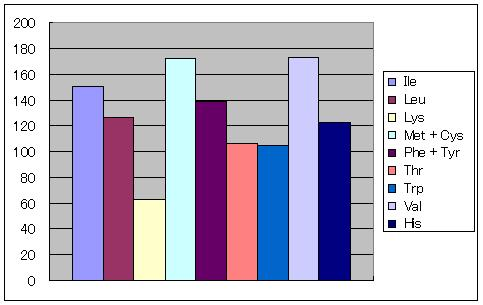
Puntuación de aminoácidos de un plato de arroz blanco

La puntuación de aminoácidos corregida por la digestibilidad de las proteínas (PDCAAS, del inglés Protein digestibility-corrected amino acid score) es un método para evaluar la calidad de una proteína en función de los requerimientos de aminoácidos de los humanos y su capacidad para digerirla. 
La clasificación de PDCAAS fue adoptada por la FDA de los EE. UU. y la Organización de las Naciones Unidas para la Alimentación y la Agricultura/ Organización Mundial de la Salud (FAO/OMS) en 1993 como el "mejor" método para determinar la calidad de la proteína (nutriente).
En 2013, la FAO propuso cambiar a un puntaje de aminoácidos indispensable y digerible. 

## Metodología
Usando el método PDCAAS, las clasificaciones de calidad de la proteína se determinan comparando el perfil de aminoácidos de la proteína alimentaria específica con un perfil de aminoácidos estándar con la puntuación más alta posible con un 1.0. Esta puntuación significa que, después de la digestión de la proteína, proporciona por unidad de proteína el 100% o más de los aminoácidos indispensables requeridos. 
La fórmula para calcular el porcentaje de PDCAAS es: (mg de aminoácido limitante en 1 g de proteína de prueba / mg del mismo aminoácido en 1 g de proteína de referencia) x porcentaje de digestibilidad verdadera fecal.
El valor de PDCAAS es diferente de medir la calidad de la proteína de los métodos de índice de eficiencia proteica (PER) y del valor biológico (BV). El PER se basó en los requerimientos de aminoácidos de las ratas en crecimiento, que difieren notablemente de las de los humanos. El PDCAAS permite la evaluación de la calidad de la proteína de los alimentos según las necesidades de los humanos, ya que mide la calidad de una proteína según los requerimientos de aminoácidos (ajustados para la digestibilidad) de un niño de 2 a 5 años (considerado el más nutricionalmente exigente grupo de edad). El método BV utiliza la absorción de nitrógeno como base. Sin embargo, no tiene en cuenta ciertos factores que influyen en la digestión de la proteína y tiene un uso limitado para la aplicación a los requerimientos de proteínas humanas porque lo que se mide es el potencial máximo de calidad y no una verdadera estimación de la calidad al nivel de los requerimientos. Sin embargo, la BV se puede usar para evaluar los requerimientos de proteínas derivadas de alimentos con diferencias de calidad conocidas y medir la proporción de nitrógeno absorbido que se retiene y presumiblemente se usa para la síntesis de proteínas como un indicador preciso para la medición de proteínas.
La FDA dio dos razones para adoptar el PDCAAS en 1993:  
1. El PDCAAS se basa en los requerimientos de aminoácidos humanos, lo que lo hace más apropiado para los humanos que un método basado en las necesidades de aminoácidos de los animales.
2. La Organización para la Agricultura y la Alimentación / Organización Mundial de la Salud (FAO / OMS) había recomendado previamente el PDCAAS para propósitos regulatorios.

## Limitaciones

### Digestión
Los aminoácidos que se mueven más allá del íleon terminal en el cuerpo tienen menos probabilidades de ser absorbidos para su uso en la síntesis de proteínas. Pueden pasar del cuerpo o ser absorbidas por bacterias, por lo que no estarán presentes en las heces y parecerán que han sido digeridas. El PDCAAS no tiene en cuenta dónde se han digerido las proteínas. 
De manera similar, se supone que los aminoácidos que se pierden debido a factores antinutricionales presentes en muchos alimentos se digieren de acuerdo con el PDCAAS. 
Debido a esto en 2013, la FAO propuso cambiar a un puntaje de aminoácidos indispensable y no digerible.

### Centrarse en proteínas individuales
El método PDCAAS también puede considerarse incompleto, ya que las dietas humanas, excepto en tiempos de hambruna, casi nunca contienen un solo tipo de proteína. Sin embargo, es imposible calcular el PDCAAS de una dieta basada únicamente en el PDCAAS de los constituyentes individuales, porque un alimento puede proporcionar una abundancia de un aminoácido que falta en el otro, en cuyo caso el PDCAAS de la dieta es más alto que el de Cualquiera de los constituyentes. Para llegar al resultado final, todos los aminoácidos individuales deberían tenerse en cuenta, sin embargo, por lo que el PDCAAS de cada constituyente es en gran medida inútil. 
Por ejemplo, la proteína de grano tiene un PDCAAS de aproximadamente 0,4 a 0,5, limitada por la lisina. Por otro lado, contiene más que suficiente metionina. La proteína del frijol blanco (y la de muchos otros pulsos) tiene un PDCAAS de 0.6 a 0.7, limitada por la metionina, y contiene más que suficiente lisina. Cuando ambos se consumen en cantidades aproximadamente iguales en una dieta, el PDCAAS del constituyente combinado es 1.0, porque la proteína de cada constituyente se complementa con la otra. 
Un ejemplo más extremo sería la combinación de gelatina (que prácticamente no contiene triptófano y, por lo tanto, tiene un PDCAAS de 0) con un triptófano aislado (que, al carecer de todos los demás aminoácidos esenciales, también tiene un PDCAAS de 0). A pesar de las puntuaciones individuales de 0, la combinación de ambas en cantidades adecuadas tiene un PDCAAS positivo, con los aminoácidos limitantes isoleucina, treonina y metionina. Además, según un estudio de 2000 realizado por Gerjan Schaafsma, "Las preguntas sobre la validez del patrón de puntuación de aminoácidos y la aplicación de la verdadera corrección fecal en lugar de la digestibilidad ileal real, así como el truncamiento de los valores de PDCAAS justifican una evaluación crítica de PDCAAS en su forma actual como una medida de la calidad de la proteína en las dietas humanas". Además, la comunidad científica ha planteado preguntas críticas sobre la validez de PDCAAS (la validez del patrón de puntuación de aminoácidos en niños en edad preescolar, la validez de la verdadera corrección de la digestibilidad fecal y el truncamiento de los valores de PDCAAS al 100%).

### Puntaje limitado
Además, el hecho de que cuatro proteínas, todas con diferentes perfiles de aminoácidos, reciban puntuaciones idénticas de 1.0 limita su utilidad como herramienta comparativa. Dado que tienen diferentes composiciones, es natural asumir que se desempeñan de manera diferente en el cuerpo humano y que deben tener diferentes puntuaciones. En resumen, este método, sin embargo, no distingue su rendimiento entre sí, porque después de pasar un cierto punto, todos tienen un límite máximo de 1.0 y reciben una calificación idéntica. Esto se debe a que en 1990, en una reunión FAO/OMS, se decidió que las proteínas con valores superiores a 1.0 se redondearían o "nivelarían" a 1.0, ya que se considera que las puntuaciones por encima de 1.0 indican que la proteína contiene aminoácidos esenciales en exceso de requerimientos humanos.

## Patrón de referencia
Este patrón de referencia se basa en los requisitos de aminoácidos esenciales para niños en edad preescolar de 1 a 3 años, tal como se publicó en Ingestas dietéticas de referencia para energía, carbohidratos, fibra, grasa, ácidos grasos, colesterol, proteínas y aminoácidos (2005) . Los adultos mayores de 18 años tendrán requisitos ligeramente más bajos . 
| Aminoácidos                | mg/g de proteína cruda |
| Isoleucina                 | 25                     |
| Leucina                    | 55                     |
| Lisina                     | 51                     |
| Metionina + Cisteína (SAA) | 25                     |
| Fenilalanina + tirosina    | 47                     |
| Treonina                   | 27                     |
| Triptófano                 | 7                      |
| Valina                     | 32                     |
| Histidina                  | 18                     |
| Total                      | 287                    |

## Valores de ejemplo
Un valor de PDCAAS de 1 es el más alto y 0 el más bajo. La tabla muestra las calificaciones de los alimentos seleccionados. 
| 1     | leche de vaca                                 |
| 1     | huevos                                        |
| 1     | caseína (proteína de la leche)                |
| 1     | proteína de soja                              |
| 1     | pupas de gusano de seda                       |
| 1     | suero de leche (proteína de la leche)         |
| 0.99  | micoproteína                                  |
| 0.92  | carne de res                                  |
| 0.91  | soja                                          |
| 0.893 | Concentrado de proteína de guisante (aislado) |
| 0.87  | Sacha Inchi Powder                            |
| 0.78  | Garbanzos y Edamame                           |
| 0.77  | orugas de bambú                               |
| 0.75  | frijoles negros                               |
| 0.74  | tubérculos                                    |
| 0.73  | vegetales                                     |
| 0.70  | Otros guisantes y legumbres en general        |
| 0.687 | grillos                                       |
| 0.66  | semilla de cáñamo descascarillada             |
| 0.64  | frutas frescas                                |
| 0,59  | Cereales y derivados                          |
| 0.597 | guisantes cocidos                             |
| 0.594 | avispa                                        |
| 0.558 | Langosta de Bombay                            |
| 0,52  | cacahuetes                                    |
| 0.50  | arroces                                       |
| 0.48  | Frutos secos                                  |
| 0.525 | salvado de trigo                              |
| 0.42  | trigo                                         |
| 0.342 | escarabajo                                    |
| 0.25  | gluten de trigo (alimentos)                   |

Combinando diferentes alimentos es posible maximizar la puntuación, porque los diferentes componentes se favorecen entre sí: 
| 1    | arroz y guisantes                  |
| 1    | granos y legumbres                 |
| 1    | granos y verduras                  |
| 1    | Granos, nueces y semillas          |
| 1    | Legumbres, frutos secos y semillas |
| 0.92 | arroz y leche                      |